# Carlos Muñoz (kierowca wyścigowy)
Carlos Muñoz (ur. 2 lutego 1992 w Bogocie) – kolumbijski kierowca wyścigowy.

## Kariera
Muñoz rozpoczął karierę w wyścigach samochodowych w roku 2007, od startów w Formula TR Pro Series FR 1600. Tam właśnie po raz pierwszy stanął na podium. Z dorobkiem 72 punktów uplasował się na 8 pozycji w klasyfikacji generalnej. Rok później startował w Europejskim Pucharze Formuły Renault 2.0 oraz we  Włoskiej Formule Renault. W głównej włoskiej serii był 16, a w edycji zimowej – dziewiąty. W późniejszych latach startował także w Formule Renault 2.0 WEC, European F3 Open, Brytyjskiej Formule 3, Formule 3 Euro Series, FIA Formula 3 International Trophy, Firestone Indy Lights oraz IndyCar. W Formule 3 Euro Series widniał na liście startowej w latach 2010-2011. W pierwszym sezonie startów 18 punktów dało mu 9 pozycję w klasyfikacji generalnej. Rok później stawał już dwukrotnie na podium. Dorobek 105 punktów sklasyfikował go na ósmym miejscu. W 2012 roku w amerykańskiej serii wyścigowej Firestone Indy Lights zwyciężał dwukrotnie, a pięciokrotnie stawał na podium. Zdobycz 377 punktów dała mu piąte miejsce w klasyfikacji końcowej.

## Statystyki
| Sezon | Seria                                    | Zespół              | Wyścigi | Zwycięstwa | PP | NO | Podium | Punkty | Pozycja |
| ----- | ---------------------------------------- | ------------------- | ------- | ---------- | -- | -- | ------ | ------ | ------- |
| 2007  | Formula TR Pro Series FR 1600            | JP Motorsports      | 4       | 0          | 0  |    | 1      | 72     | 8       |
| 2008  | Europejski Puchar Formuły Renault 2.0    | Prema Powerteam     | 14      | 0          | 0  | 0  | 0      | 0      | 34      |
| 2008  | Włoska Formuła Renault                   | Prema Powerteam     | 12      | 0          | 0  | 0  | 0      | 66     | 16      |
| 2008  | Włoska Formuła Renault (edycja zimowa)   | Jenzer Motorsport   | 2       | 0          | 0  | 0  | 0      | 22     | 9       |
| 2009  | Europejski Puchar Formuły Renault 2.0    | Epsilon Euskadi     | 14      | 0          | 0  | 0  | 1      | 36     | 8       |
| 2009  | Formuła Renault 2.0 WEC                  | Epsilon Euskadi     | 14      | 0          | 0  | 0  | 2      | 58     | 7       |
| 2009  | European F3 Open                         | Porteiro Motorsport | 6       | 0          | 0  | 0  | 2      | 33     | 12      |
| 2010  | Formuła 3 Euroseries                     | Mücke Motorsport    | 18      | 0          | 0  | 0  | 1      | 18     | 9       |
| 2010  | Brytyjska Formuła 3 – Invitational class | Mücke Motorsport    | 6       | 1          | 0  | 1  | 2      | 0      | NS†     |
| 2010  | European F3 Open                         | Porteiro Motorsport | 2       | 0          | 0  | 0  | 0      | 8      | 18      |
| 2010  | Grand Prix Makau                         | Hitech Racing       | 1       | 0          | 0  | 0  | 0      | N/A    | NS      |
| 2010  | Masters of Formula 3                     | Mücke Motorsport    | 1       | 0          | 0  | 0  | 0      | N/A    | 15      |
| 2011  | Formuła 3 Euroseries                     | Signature           | 27      | 0          | 0  | 1  | 2      | 105    | 8       |
| 2011  | FIA Formula 3 International Trophy       | Signature           | 8       | 0          | 0  | 0  | 1      | 26     | 6       |
| 2011  | Grand Prix Makau                         | Signature           | 1       | 0          | 0  | 0  | 0      | N/A    | NS      |
| 2011  | Masters of Formula 3                     | Signature           | 1       | 0          | 0  | 0  | 0      | N/A    | NS      |
| 2012  | Firestone Indy Lights                    | Andretti Autosport  | 12      | 2          | 1  | 0  | 5      | 377    | 5       |
| 2013  | Firestone Indy Lights                    | Andretti Autosport  | 12      | 4          | 5  | 4  | 5      | 441    | 3       |
| 2013  | IndyCar                                  | Andretti Autosport  | 3       | 0          | 0  | 0  | 1      | 74     | 28      |

† – Muñoz nie był zaliczany do klasyfikacji generalnej.